# Mégalithisme dans les îles Baléares

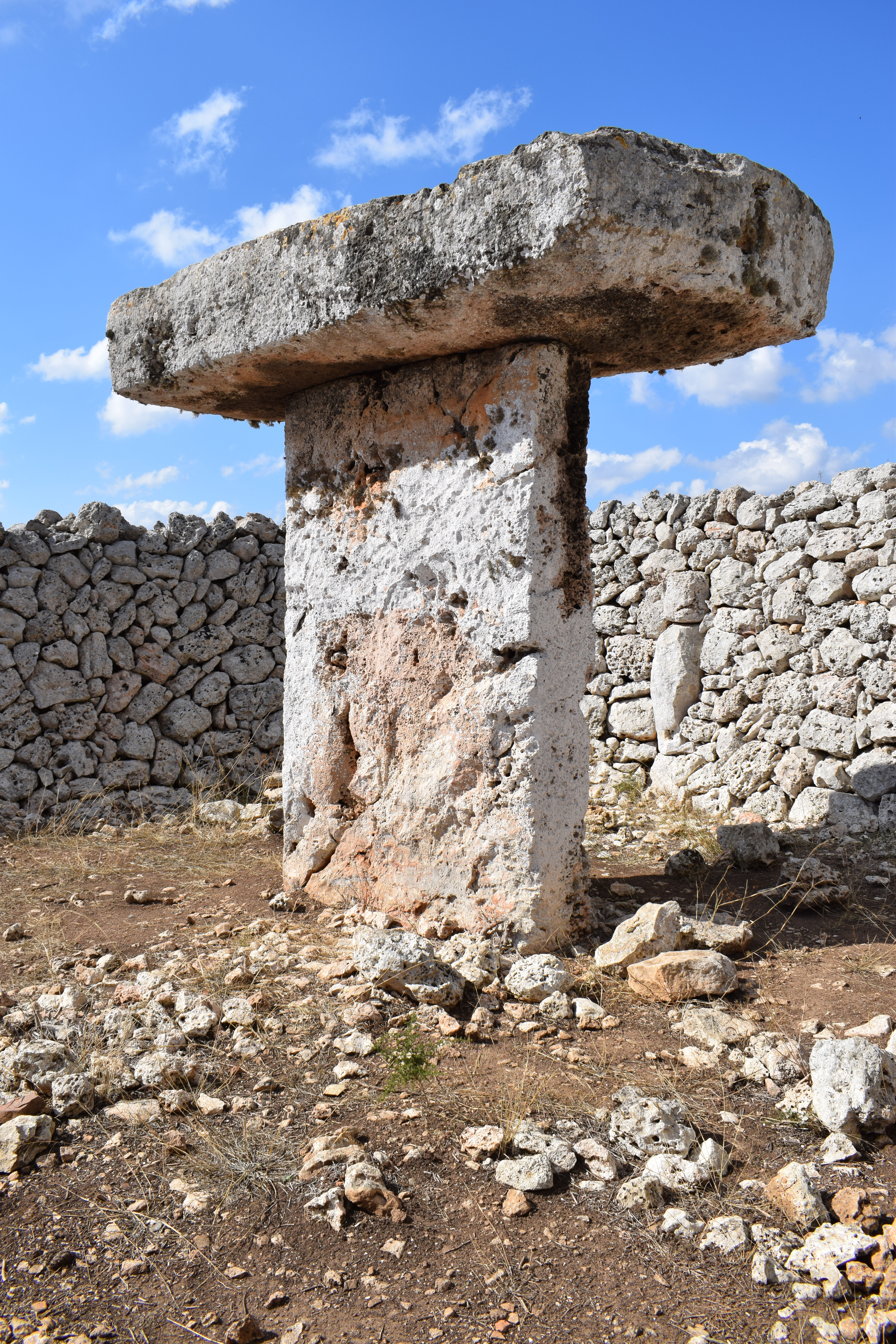
Taula de Torrellisar.

Le mégalithisme dans les îles Baléares, en Espagne, est un mégalithisme tardif qui apparaît à la fin du Néolithique et perdure jusqu'à l'Âge du fer. Il se distingue par sa grande originalité, notamment dans ses différents monuments funéraires. Emblématique de la Préhistoire des îles Baléares, par ailleurs mal connue, l'étude des monuments mégalithiques a contribué directement à en définir la chronologie. 
Certains monuments mégalithiques sont exclusifs à l'île de Minorque, comme les navetas et les taulas.
| \| Torrellisar · Torralba d'En Salort · Agustí Vell · Talati de Dalt · Trepuco · Torrellafuda} · Torretrencada · Binissafullet · Na Comerma de Sa Garita · Son Catlar · Sa Ciuda Cremada · Torre d'en Galmés · Cotaina Carreras · Cotaina de Can Rabasso · Llumena · Torre Llisà · Son Camps · Son Morell · Torre del Ram · Es Tudons · La Cova · Rafal Rubí · Biniac · Binipati Nou · Binimaimut · Cales Coves · Biniai Nou · Cala Sant Vicenç · Sa Torreta de Tramuntana · Alcaidus · Montple · Son Oleza · Closos de Can Gaià · Can Sergent · Binidalinet · Son Mercer de Baix · Son Oleza · Aigua Dolça · Son Baulo de Dalt · Son Real · Ses Roques Llises · Ca Na Costa · Ses Arenes de Baix · Son Olivaret \| Répartition géographique des mégalithes. · : dolmen, para-dolmen, hypogée - : taula - : naveta |
| Torrellisar · Torralba d'En Salort · Agustí Vell · Talati de Dalt · Trepuco · Torrellafuda} · Torretrencada · Binissafullet · Na Comerma de Sa Garita · Son Catlar · Sa Ciuda Cremada · Torre d'en Galmés · Cotaina Carreras · Cotaina de Can Rabasso · Llumena · Torre Llisà · Son Camps · Son Morell · Torre del Ram · Es Tudons · La Cova · Rafal Rubí · Biniac · Binipati Nou · Binimaimut · Cales Coves · Biniai Nou · Cala Sant Vicenç · Sa Torreta de Tramuntana · Alcaidus · Montple · Son Oleza · Closos de Can Gaià · Can Sergent · Binidalinet · Son Mercer de Baix · Son Oleza · Aigua Dolça · Son Baulo de Dalt · Son Real · Ses Roques Llises · Ca Na Costa · Ses Arenes de Baix · Son Olivaret |

## Genèse et typologie
Le mégalithisme dans les Baléares est un phénomène assez tardif en regard de son apparition sur le continent. 
Les premiers monuments, à Majorque comme à Minorque, sont de simples grottes, naturelles et fermées par un mur en appareil cyclopéen (Es Càrritx) ou artificielles, creusées dans le roc et précédées d'un couloir constitué de grandes dalles, comme à Biniai Nou, et appelées en conséquence para-dolmens ou hypogées à entrée mégalithique. 
Une dizaine de dolmens a été recensée dans l'archipel, principalement à Minorque et sur la côte nord-est de Majorque. Ce sont généralement des édifices avec une petite chambre rectangulaire (environ 3,50 m sur 2 m), précédée d'un court couloir, délimitée par des orthostates. La façade est formée d'une grande dalle perforée en hublot pour permettre l'accès. Leur architecture générale s'apparente à celle de grands coffres rectangulaires, hormis deux structures très allongées qui s'apparentent à des allées couvertes. Aucun n'a été retrouvé avec sa couverture et l'hypothèse d'une couverture en bois a souvent été avancée. 
L'ensemble était recouvert par un tumulus et ceinturé soit par une plate-forme circulaire, soit par un mur de soutènement. L'orientation sud-ouest/ouest des entrées et le type de matériel qui y a été retrouvé (céramique, boutons en os) présentent des parentés certaines avec les dolmens catalans (sud-est de la France et nord Catalogne). Certains monuments funéraires sont assez originaux voire unique en leur genre (Sa Na Costa). Leur datation est imprécise car ils ont été pillés de longue date. L'abandon de ces constructions est généralement daté de 1600/1550 av. J.-C.. Ces dolmens correspondent à la plus ancienne période du Néolithique dans les Baléares, la période dolménique. 

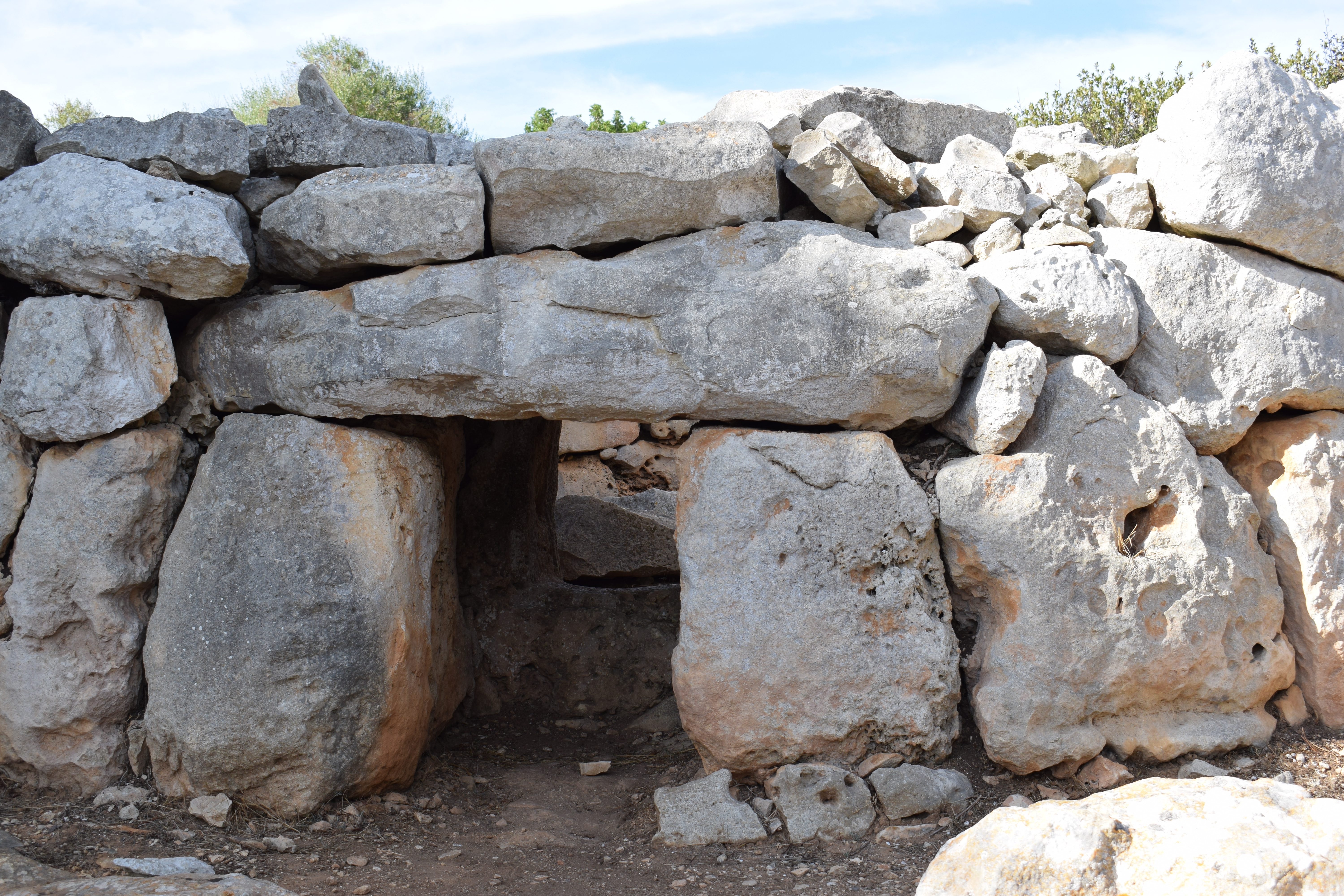
Naveta ouest de Biniac (Minorque).

Les tombes dites « circulaires à triple parement » apparaissent au Naviforme. Elles se distinguent des dolmens classiques par leur plan circulaire, leur taille plus grande, une chambre funéraire de forme oblongue aux angles arrondis précédée d'un couloir d'accès. L'ensemble est entouré d'un large cairn, constitué de trois murs circulaires concentriques en grosses pierres, les intervalles entre chaque mur étant remblayés avec de petites pierres, le dernier cercle, en appareil cyclopéen, faisant office de parement extérieur,. Le passage du couloir d’accès à la chambre se faisait soit par une dalle perforée, soit par une petite porte à linteau fermée par une pierre mobile comme dans les navetas. Parfois, elles intégrent un unique orthostate dans la paroi intérieure du mur de la chambre (Son Olivaret, Son Ermità). Appelées aussi « proto-navettes » par les fouilleurs de Son Olivaret, elles pourraient correspondre à une transition architecturale entre les dolmens et les navetas. La « naveta » de Sa Torreta de Tramuntana, fouillée Margaret Murray dans les années 1930, appartient également à cette catégorie de sépultures. 
En parallèle, les anciennes grottes avec mur mégalithique évoluent vers des hypogées à plan allongé où l'entrée mégalithique est remplacée par un dromos fait de grandes dalles et la chambre souterraine prolongée par une abside finale. La chambre comporte souvent des banquettes latérales où sont déposées les corps des défunts et le mobilier funéraire d’accompagnement. Pillés de longue date, ces monuments ont été découverts généralement sans vestige archéologique associé. Leur datation se fait donc uniquement de manière relative : ils apparaissent dès le Naviforme et leur utilisation perdure au-delà, entre 1600 et 1400 av. J.-C.. Ils sont plus abondants à Majorque qu'à Minorque (Torre del Ram, Son Mercer de Dalt, Son Catlar). 
Les navetas, parfois dénommées navettes d'enterrement ou navettes funéraires sont des monuments funéraires exclusifs de l'île de Minorque. Les premiers monuments de ce type apparaissent à la fin du Naviforme ; ils sont emblématiques de la culture talayotique.
Les taulas sont aussi des mégalithes exclusifs de Minorque, caractéristiques de la culture post-talayotique. Les archéologues s'accordent désormais sur le rôle uniquement symbolique de la taula, pilier en forme de « T » dressé dans une enceinte à ciel ouvert. Ce sujet a longtemps fait l'objet de vives controverses.

## Sites archéologiques
| Site                              | Type de mégalithe(s)             | Commune                 | Coordonnées                                                                         | Image                            |
| --------------------------------- | -------------------------------- | ----------------------- | ----------------------------------------------------------------------------------- | -------------------------------- |
| Alcaidús d'en Fàbregues           | tombe à triple parement          | Alaior                  | 39° 53′ 44″ N, 4° 11′ 17″ E                                                         | Tombe d'Alcaidús d'en Fàbregues  |
| Biniac                            | 2 navetes                        | Alaior                  | 39° 55′ 09″ N, 4° 10′ 21″ E 39° 54′ 54″ N, 4° 10′ 43″ E                             | Naveta de Biniac orientale       |
| Cales Coves                       | hypogée à entrée mégalithique    | Alaior                  | 39° 51′ 52″ N, 4° 08′ 46″ E                                                         | Tombe Es Fornet à Cales Coves    |
| Cotaina Carreras                  | naveta                           | Alaior                  | 39° 54′ 05″ N, 4° 10′ 12″ E                                                         |                                  |
| Cotaina de Can Rabasso            | naveta                           | Alaior                  | 39° 53′ 08″ N, 4° 10′ 36″ E                                                         |                                  |
| Llumena                           | naveta                           | Alaior                  | 39° 55′ 06″ N, 4° 10′ 08″ E                                                         |                                  |
| Na Comerma de Sa Garita           | taula                            | Alaior                  | 39° 53′ 50″ N, 4° 06′ 43″ E                                                         | Taula de Na Comerma de Sa Garita |
| Rafal Rubí                        | 2 navetes                        | Alaior                  | 39° 54′ 29″ N, 4° 11′ 23″ E 39° 54′ 26″ N, 4° 11′ 23″ E                             | naveta nord de Rafal Rubí        |
| Ses Roques Llises                 | dolmen                           | Alaior                  | 39° 53′ 51″ N, 4° 06′ 45″ E                                                         |                                  |
| So na Caçana                      | taula                            | Alaior                  | 39° 53′ 08″ N, 4° 09′ 38″ E                                                         | So na Caçana                     |
| Torralba d'en Salort              | naveta et taula                  | Alaior                  | 39° 54′ 45″ N, 4° 09′ 50″ E                                                         | Torralba d'en Salort             |
| Torre d'en Galmés                 | taula                            | Alaior                  | 39° 54′ 08″ N, 4° 06′ 54″ E                                                         | Torre d'en Galmés                |
| Torre Llisà                       | naveta                           | Alaior                  | 39° 53′ 41″ N, 4° 09′ 41″ E                                                         |                                  |
| Torrellisar Vell                  | taula                            | Alaior                  | 39° 53′ 25″ N, 4° 09′ 32″ E                                                         | Taula de Torrellisar Vell        |
| S'Aigua Dolça                     | dolmen                           | Artà                    | 39° 45′ 00″ N, 3° 18′ 12″ E                                                         |                                  |
| Binipati                          | naveta                           | Ciutadella de Menorca   | 39° 59′ 34″ N, 3° 53′ 26″ E                                                         |                                  |
| Es Tudons                         | naveta                           | Ciutadella de Menorca   | 40° 00′ 11″ N, 3° 53′ 30″ E                                                         |                                  |
| La Cova                           | naveta                           | Ciutadella de Menorca   | 39° 56′ 17″ N, 3° 53′ 46″ E                                                         |                                  |
| Ses Arenes de Baix                | tombe à triple parement          | Ciutadella de Menorca   | 40° 00′ 48″ N, 3° 53′ 49″ E                                                         | Tombe de Ses Arenes de Baix      |
| Son Camps                         | naveta                           | Ciutadella de Menorca   | 39° 59′ 56″ N, 3° 55′ 08″ E                                                         |                                  |
| Son Catlar                        | taula                            | Ciutadella de Menorca   | 39° 57′ 15″ N, 3° 52′ 29″ E                                                         | Taula de Son Catlat              |
| Son Olivaret                      | tombe à triple parement          | Ciutadella de Menorca   | 39° 56′ 35″ N, 3° 50′ 13″ E                                                         | Tombe de Son Olivaret            |
| Torre del Ram                     | 3 navetes                        | Ciutadella de Menorca   | 40° 00′ 39″ N, 3° 48′ 38″ E 40° 00′ 47″ N, 3° 48′ 44″ E 40° 00′ 38″ N, 3° 48′ 41″ E |                                  |
| Torrellafuda                      | taula                            | Ciutadella de Menorca   | 39° 59′ 23″ N, 3° 55′ 21″ E                                                         | Torrellafuda                     |
| Torretrencada                     | taula                            | Ciutadella de Menorca   | 39° 59′ 23″ N, 3° 55′ 32″ E                                                         | Torretrencada                    |
| Son Oleza (en)                    | dolmen                           | Deià                    | 39° 42′ 19″ N, 2° 35′ 01″ E                                                         |                                  |
| Ferragut Nou                      | dolmen                           | Es Mercadal             |                                                                                     |                                  |
| Sant Agustí Vell                  | taula                            | Es Migjorn Gran         | 39° 55′ 43″ N, 4° 02′ 06″ E                                                         |                                  |
| Tombe mégalithique de Ca Na Costa | dolmen                           | Formentera              | 38° 43′ 35″ N, 1° 26′ 45″ E                                                         | Dolmen de Ca na Costa            |
| Hypogée de Cala Sant Vicenç       | hypogée                          | Pollença                | 39° 54′ 55″ N, 3° 02′ 55″ E                                                         | Hypogée de Cala Sant Vicenç      |
| Biniai Nou                        | 2 hypogées à entrée mégalithique | Port Mahon              | 39° 54′ 21″ N, 4° 12′ 44″ E                                                         | Hypogée de Biniai Nou            |
| Binimaimut                        | naveta et hypogée                | Port Mahon              | 39° 52′ 47″ N, 4° 12′ 03″ E 39° 52′ 55″ N, 4° 11′ 45″ E                             |                                  |
| Binidalinet                       | dolmen                           | Port Mahon              | 39° 51′ 01″ N, 4° 12′ 35″ E                                                         |                                  |
| Montpler                          | dolmen                           | Port Mahon              | 39° 53′ 43″ N, 4° 11′ 20″ E                                                         |                                  |
| Sa Cudia Cremada                  | taula                            | Port Mahon              | 39° 52′ 48″ N, 4° 14′ 36″ E                                                         | Taula de sa Ciuda Cremada        |
| Sa Torreta de Tramuntana          | tombe à triple parement et taula | Port Mahon              | 39° 57′ 55″ N, 4° 14′ 41″ E                                                         | Taula de sa Ciuda Cremada        |
| Talatí de Dalt                    | taula                            | Port Mahon              | 39° 53′ 34″ N, 4° 12′ 55″ E                                                         | Talatí de Dalt                   |
| Trepucó                           | taula                            | Port Mahon              | 39° 52′ 25″ N, 4° 15′ 55″ E                                                         | Trepuco                          |
| Tombes de Can Sergent             | 2 tombes                         | Sant Josep de sa Talaia | 38° 52′ 43″ N, 1° 20′ 38″ E 38° 52′ 43″ N, 1° 20′ 39″ E                             |                                  |
| Binissafullet                     | taula                            | Sant Lluís              | 39° 50′ 45″ N, 4° 14′ 05″ E                                                         | Binissafullet                    |
| Dolmen de Son Bauló de Dalt       | dolmen                           | Santa Margalida         | 39° 45′ 14″ N, 3° 09′ 31″ E                                                         | Dolmen de Son Baulò de Dalt      |
| Dolmen de Son Real                | dolmen                           | Santa Margalida         | 39° 45′ 09″ N, 3° 11′ 09″ E                                                         | Dolmen de Son Real               |